# Haloragis erecta
Haloragis erecta es una especie de planta floral perteneciente al género Haloragis, de la familia Haloragaceae, orden Saxifragales. Crece en el bioma subtropical. También conocida como toatoa, es una planta perenne endémica y no amenazada que se encuentra en toda Nueva Zelanda hasta una altitud de aproximadamente 500 m s. n. m. Las hojas son opuestas y dentadas. Los tallos son cuadrados y de color rojizo/granate y florecen durante todo el año produciendo flores rojas, rosadas y amarillas.
Fue descrita por el botánico sueco Johan Andreas Murray. La especie es válida y aceptada y aparece registrada en una sección de la publicación Allgemeine Naturgeschichte 3(3): 1871 de 1841.

## Distribución
Se distribuye por el norte y sur de Nueva Zelanda, especialmente en las islas Chatham y Kermadec.